# アヴァタナク島
アヴァタナク島 (アヴァタナクとう、Avatanak Island、アレウト語: Agutanax̂)はアメリカ合衆国アラスカ州アリューシャン列島フォックス諸島の東にあるクレニッツァン諸島を構成する一つの島である。

## 地理
諸島内では、2番目に大きな島である。(with a length of 10 mi)。アヴァタナク海峡を隔て、アクン島の南東に位置する。 Krenitzinsho諸島内では、ルートク島(Aayux̂tax̂)の西でティガルダ島の東である。

## 歴史
Avatanakはアレウト語の名前でロシアの探検家によって、様々な綴りで転写され、明らかにAiaialgutak of Captain ピーター・Kuzmich・Krenitzinとミハイル・Levashev用いたものと同一である。Avatanakはイオアン・ヴェニアミノフとミハイル・Dmitrievich Tebenkovによって、発表され、一方、Feodor Petrovich Lutkeとthe Russian Hydrographic Department (1847)はAvatanokの綴りを用いた。アヴァタナク海峡を隔て、アクン島が北西にあり、南東にはアヴァタナクBightがある。